# Laurent Batlles
Laurent Batlles (* 23. September 1975 in Nantes) ist ein ehemaliger französischer Fußballspieler und heutiger -trainer.

## Karriere

### Als Spieler
Batlles begann seine Karriere in der Jugendabteilung des FC Toulouse. Der Mittelfeldakteur absolvierte in der Saison 1993/94 seine ersten Pflichtspiele in der höchsten französischen Spielklasse, als er insgesamt in fünf Partien auflief. Nachdem zum Saisonende der Abstieg in die zweitklassige Division 2 nicht mehr vermieden werden konnte, erhielt Batlles mehr Spielpraxis bei Toulouse. In seiner dritten Saison etablierte er sich endgültig in der Mannschaft, als er 37 Partien bestritt und vier Tore beisteuern konnte. Zur Saison 1997/98 gelang der Wiederaufstieg in die höchste Spielklasse. Nach zwei weiteren Jahren bei Toulouse, in denen der Mittelfeldakteur stets zu den Stammspielern zählte, wechselte er im Jahr 1999 zum Ligakonkurrenten Girondins Bordeaux. Auch dort schaffte er sogleich den Sprung in die Stammformation und bestritt in derselben Spielzeit auch erstmals Partien auf dem internationalen Parkett, als er in acht UEFA-Champions-League-Spielen auflief und zudem einen Treffer markieren konnte.
In den folgenden zwei Jahren war er sowohl in der französischen Meisterschaft als auch im europäischen Pokalwettbewerb aktiv. Batlles bestritt dabei 14 Partien im UEFA-Pokal und erzielte einen Treffer für Bordeaux, konnte dabei jedoch mit der Mannschaft keine nennenswerten Erfolge verbuchen, da Girondins Bordeaux in der Saison 2000/01 im Achtelfinale gegen den spanischen Vertreter Rayo Vallecano scheiterte und im Folgejahr in der dritten Runde gegen Roda JC Kerkrade. Im Januar 2002 unterzeichnete er einen Vertrag bei Stade Rennes. Ein Jahr später wechselte er erneut den Verein und schloss sich dem SC Bastia an. Der Mittelfeldspieler absolvierte in der Spielzeit 2002/03 insgesamt 19 Partien für Bastia und erzielte vier Tore. Nach wenigen Monaten verließ er den Verein wieder und unterzeichnete bei Olympique Marseille. Mit Marseille gelang es ihm im UEFA-Pokal einige größere Erfolge zu feiern. In den Achtelfinals wurde mit dem FC Liverpool einer der Favoriten auf den Titelgewinn besiegt, in den Viertelfinals gelang es Inter Mailand zu eliminieren und im Halbfinale wurde mit Newcastle United erneut ein englischer Vertreter aus dem Wettbewerb geworfen.
Im Finalspiel stand Batlles mit Marseille dem FC Valencia gegenüber und verlor die Partie mit 0:2, womit der Gewinn der Trophäe nicht erreicht wurde. In der folgenden Saison gelang der Gewinn des UEFA Intertoto Cups. Im Sommer 2005 kehrte der Mittelfeldspieler nach sechs Jahren wieder zum FC Toulouse zurück. Es gelang ihm erneut sich als wichtiger Bestandteil des Teams zu etablieren und mit der Mannschaft den Klassenerhalt zu erringen. Im Sommer 2008 wechselte er schließlich zum Aufsteiger Grenoble Foot und unterschrieb dort einen Zweijahresvertrag mit einer Option auf ein weiteres Jahr. In der Saison 2008/09 gelang ihm mit Rang 13 der Ligaerhalt mit Grenoble. Dabei absolvierte er 36 Partien in der Ligue 1, blieb jedoch ohne Torerfolg.
Nach dem Abstieg von Grenoble zum Saisonende 2009/10 in die zweitklassige Ligue 2 wurde sein Vertrag nicht verlängert. Kurz darauf unterzeichnete der Mittelfeldakteur einen auf ein Jahr befristeten Vertrag bei der AS Saint-Étienne. 2012 beendete er seine aktive Karriere und wurde von seinem bisherigen Verein Saint-Étienne als Talentscout eingestellt.

### Als Trainer
Batlles übernahm im Juli 2019 den Zweitligisten ES Troyes AC als Cheftrainer. In der Saison 2020/21 stieg er mit der Mannschaft in die Ligue 1 auf, im Dezember 2021 wurde sein Vertrag in gegenseitigem Einvernehmen aufgelöst. Von Juli 2022 bis Dezember 2023 trainierte er die soeben in die zweite Liga abgestiegene AS Saint-Étienne.